# 安山市
安山市（：／ Ansan si */?）位於大韓民國京畿道的西南部。西北側是始興市、東北側是安養市和軍浦市、南側是華城市、東側是水原市。截至2021年4月，全市人口為655,816人。
值得注意的是，安山市是一个由韩国政府规划的新城市，在筹建阶段的1977年曾拟定叫做“半月市”，因为现在的安山市常绿区，当时属于华城郡半月面；然而就在这个名称即将正式敲定时，遭到一位国会议员质疑，故韩国政府在咨询了专家后，在1980年代初改用日据时期前存在了数百年的安山郡之名，将这座新城市正式叫做安山市。

## 行政區划
2002年11月1日，分為二，成為檀園區及常綠區。

安山市行政區劃

- 檀園區 (단원구)
- 常綠區 (상록구)

## 政府機構
- 韓國海洋研究院（朝鲜语：한국해양연구원）
- 韩国电气研究院
- 首都圏大气环境厅
- 韩国生产技术研究院（朝鲜语：한국생산기술연구원）

## 歷史
- 高句麗時屬於獐項口縣。
- 統一新羅時代設置獐口郡、高麗時代時改作安山縣。
- 11世紀時屬於水州、14世紀時又改為安山郡。
- 朝鮮王朝設置草芝鎮，到1895年歸仁川府所屬，但翌年又改歸京畿道所屬。
- 日本佔領時期，在1914年廢止安山郡，並與始興郡合併。
- 1986年1月1日：将始興郡君子面、秀岩面的一部份及華城郡的一部份分离，成立安山市。
- 1994年12月26日：華城郡半月面废止，一部分被划入安山市。
- 1995年：甕津郡大阜面亦被編入。
- 2002年11月1日：全市分為檀園區及常綠區兩個區。

## 交通

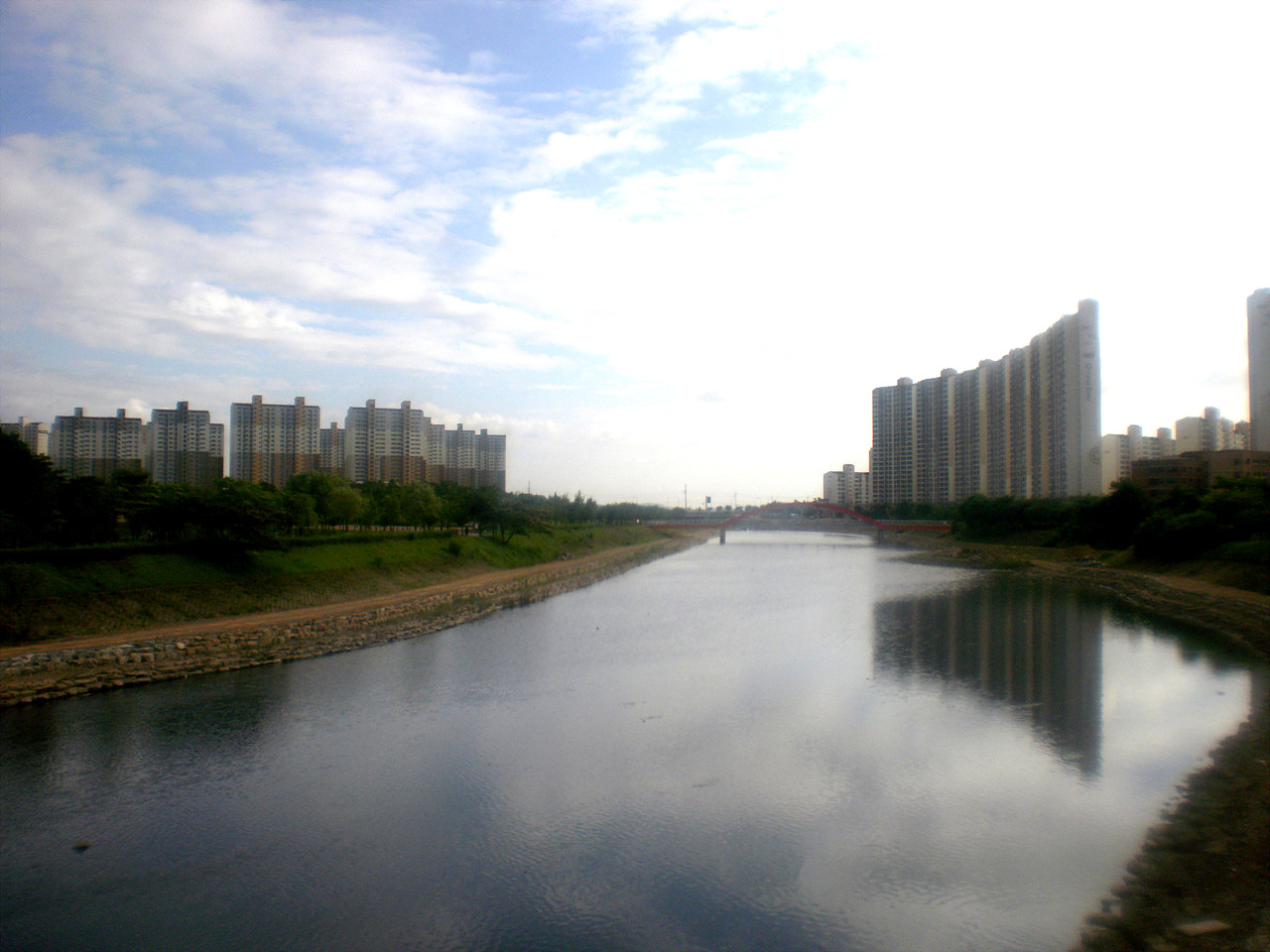
安山川

### 鐵路
韓國鐵道公社
- 安山線（●首都圈电铁4号线）：

半月站 - 常綠樹站 - 漢陽大學站 - 中央站 - 古棧站 - 草芝站 - 安山站 - 新吉溫泉站
- 水仁線（●首都圈電鐵水仁·盆唐線）：

四里站 - 漢陽大學站 - 中央站 - 古棧站 - 草芝站 - 安山站 - 新吉溫泉站
素砂元時線運營
- ●首都圈電鐵西海線：

達美站 - 仙府站 - 草芝站 - 時雨站 - 元時站

### 公路
- 西海岸高速公路
- 嶺東高速公路

### 客運
在安山综合客运站（안산종합버스터미널）可以乘坐高速大巴和市外巴士前往仁川国际机场，亦可到达水原、首尔等重要城市。

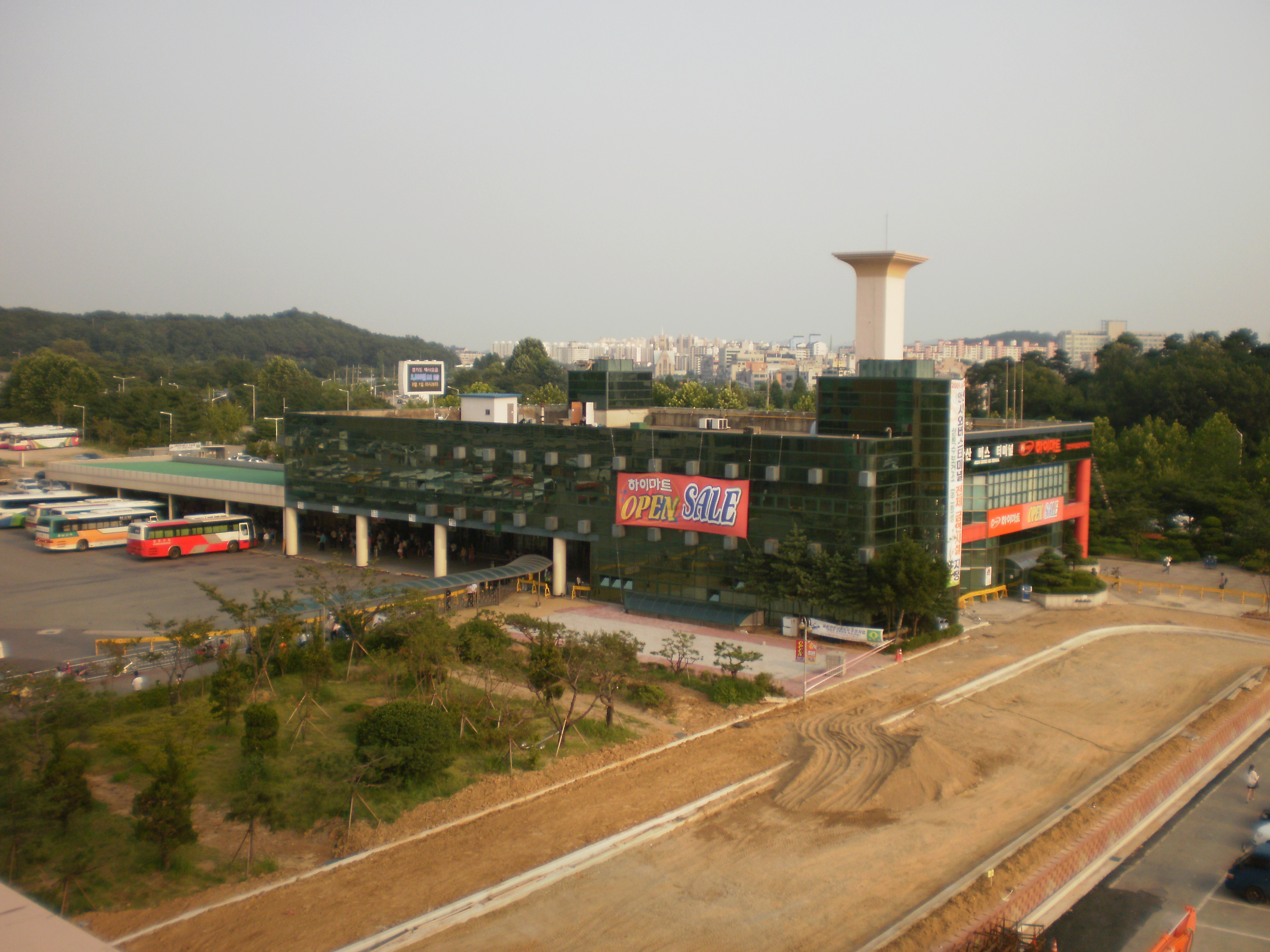
安山综合客运站

## 姊妹城市
- 韓國慶尚北道奉化郡[2]
- 中國鞍山 (1997年)[3]
- 中國琿春（2023年）[4]
- 美國內華達州拉斯維加斯 - 常綠區[5]

## 名人
- 康瑟琪（Red Velvet成員）
- 趙慧妍（gu9udan成員）
- 趙夏瑟（本月少女成員）
- 崔秀彬（TOMORROW X TOGETHER成員）
- 盧秀一（UP10TION成員）

## 外部連結
- 安山市官方網站 韓文 （页面存档备份，存于）
- 安山市官方網站 中文 （页面存档备份，存于）